# 一人バンド
一人バンド（ひとりバンド）とは、1人で活動している音楽のバンド形態。ソロプロジェクト、ソロユニット、ソロバンドは類義語。

## 概要
通常、バンドは音楽の演奏を目的として結成された団体を指し、複数の人間が所属して初めてその形を成すものである。つまり、本来は複数人の所属（グループ）が認められなければバンドとは呼べない。
しかし、構成員が1人、つまり自分だけでもバンドを結成してよいのではないか、芸名ではなくあくまでバンドとして音楽活動をしたいという考えに基づいたバンドが結成されるようになった。このようなバンドを一人バンドと呼ぶ（集合などの一般論では構成要素が空や一つでも例外なく集合と呼ばれる。バンドの場合も先にバンドを作り、オーディションなどでメンバーを募集中である状態や一人の状態でも集合であるためバンドである。）。
また、楽曲は主演奏者・主歌唱者だけのものではなく、プロデューサー、作詞・作曲・編曲家、バックバンド、レコーディング・エンジニア等の多くのスタッフの共同作業によって作り上げるものであるという考え方から、主演奏者個人の名義とは別に楽曲製作プロジェクトとしての名称を設けている場合もある。「ソロプロジェクト」と呼称する場合はこのニュアンスが強い。また、かつてバンドグループだったものが、メンバーの脱退によって構成員が1人になってもバンドを解散、活動停止させず一人バンド化するケースも見られる。
ダンス・ミュージックシーンにおいては、特定の個人であることをあえて強調しない、匿名的な要素として個人の変名、偽名としてプロジェクト名を名乗るというスタイルが1980年代後半 - 1990年代初頭前後より定着しており（デリック・メイのRhythim Is Rhythim、リチャード・D・ジェームスによるエイフェックス・ツインなど）、コーネリアスの小山田圭吾などはその影響下にあるということを、コーネリアスとして活動開始した当時のインタビューで明らかにしている。もっとも、ダンス・ミュージッククリエイター達の場合は、音楽的な意味での匿名性の強調の他に、複数のレーベルから作品をリリースする際に契約上の理由で元々の名義を使用できないという経緯から、別の名義を用意したという側面もあった。加えて当時のハウスやテクノなど多くで打ち込みを用いた個人単位のベッドルームミュージック（スタジオを用意しメンバーを集めなくても、シンセサイザーとマルチトラック・レコーダーがあれば、例えば寝室程度で個人単位で作り上げる事ができるという自宅録音による音楽）というスタイルが確立されていたこともその背景にあったといえる。1990年代初頭の時点の日本の音楽シーンでは、こういった活動形態はまだ一般的ではなく、1993年のコーネリアスの活動開始と、テクノやハウスといったダンス・ミュージックの流入により、「ソロプロジェクト」という概念が徐々に浸透していき、そのような活動形態を選択するミュージシャンが次第に増えていった。
また、TAKUYA（ソロユニット名はROBOTS）のように、芸名とソロプロジェクトを別に持つ者や、Superflyのように複数人で活動していたが離脱してソロプロジェクト化した者も存在する。
2010年代後半からは、Nulbarichを筆頭に「固定メンバーが1人で、他のメンバーは曲によって変動する」スタイルを取るバンドも増えている。

## 主な日本のソロプロジェクト

### 1990年代

#### あ行

##### あ
- 秋庭豊とアローナイツ - バンドからソロプロジェクト

##### い
- E-ZEE BAND - バンドからソロプロジェクト

##### う
- The Water Of Life

##### え
- AIR

##### お
- ORIGINAL LOVE - バンドからソロプロジェクト

#### か行

##### こ
- Cornelius
- GOLD WAX - 事実上ソロプロジェクト

#### さ行

##### さ
- ZARD - バンドからソロプロジェクト

##### し
- Secret Cruise
- ジオデジック
- CITROBAL - ソロユニット

##### す
- stray - 音楽ユニットからソロユニット。現在はバンド形態。
- speedometer.

##### そ
- ソウルシャリスト・エスケイプ

#### た行

##### つ
- TWINZER - ユニットからソロプロジェクト

##### て
- T.M.Revolution

#### は行

##### は
- pal@pop

##### ふ
- Fantastic Plastic Machine
- brAin driVe - ユニットからソロプロジェクト

#### ま行

##### も
- MONDO GROSSO - バンドからソロプロジェクト

#### ら行

##### れ
- REV

##### ろ
- ROBOTS

### 2000年代

#### あ行

##### あ
- agraph
- Acid Black Cherry

##### え
- S.Q.F

##### お
- 踊ろうマチルダ

#### か行

##### か
- Curly Giraffe
- GALLOW
- THE冠

##### き
- The guitar plus me
- CUBE JUICE
- CUBISMO GRAFICO
- Quinka, with a Yawn

##### く
- CooRie - ユニットからソロプロジェクト
- Crack 6

##### け
- ゲントウキ - バンドからソロプロジェクト
- Ken Yokoyama

##### こ
- KOOLOGI
- コダマセントラルステーション - ソロプロジェクトからバンド形態

#### さ行

##### さ
- savage genius
- Sammy (歌手) - ユニットからソロプロジェクト

##### し
- The Seeker - ユニットからソロプロジェクト
- JURIAN BEAT CRISIS

##### す
- THE ZOOT16
- Superfly - バンドからソロプロジェクト
- SUEMITSU & THE SUEMITH
- スネオヘアー

#### た行

##### て
- Daisy×Daisy
- DE DE MOUSE

##### と
- Tommy february6
- Tommy heavenly6
- Transquillo

#### な行

##### に
- ニック・ニューサ - バンドからソロプロジェクト

#### は行

##### は
- HALFBY
- HOUND DOG - バンドからソロプロジェクト
- はやぶさジョーンズ - グループからソロプロジェクト

##### ふ
- FreeTEMPO
- Predawn

##### へ
- PERIDOTS

##### ほ
- Poet-type.M
- WhiteFlame

#### ま行

##### ま
- My Little Lover - ユニットからソロプロジェクト

#### ら行

##### ら
- Lion Heads

##### れ
- RAVEN

##### ろ
- LOW IQ 01
- LOSALIOS

#### わ行
- world's end girlfriend

### 2010年代

#### あ行

##### あ
- Amelian girl

##### い
- Inear
- illion

##### う
- warbear

##### お
- österreich
- Original flava - バンドからソロプロジェクト

#### か行

##### か
- Katyusha
- Charisma.com - ユニットからソロプロジェクト

##### き
- キッサコ - バンドからソロプロジェクト

##### く
- Grimm Grimm

##### こ
- コーヒーカラー - ユニットからソロプロジェクト

#### さ行

##### さ
- さめざめ

##### し
- SHE IS SUMMER
- Schroeder-Headz
- 少年がミルク

##### す
- スカート
- ずっと真夜中でいいのに。 - ソロから変動制のプロジェクト
- STEREO DIVE FOUNDATION
- sleepyhead

##### せ
- SERAPH
- センチミリメンタル - バンドからソロプロジェクト

#### た行

##### ち
- THE CHARM PARK

##### て
- DEATHROLL
- TENDRE

##### と
- ドレスコーズ - バンドからソロプロジェクト

#### な行

##### な
- Nulbarich

#### は行

##### は
- ハートたち - ユニットからソロプロジェクト

##### ふ
- FINLANDS - バンドからソロプロジェクト
- Who-ya Extended

##### へ
- PEDRO

#### ま行

##### ま
- mahina

##### み
- みるきーうぇい
- millennium parade - ソロから変動制のプロジェクト[注 1][1]

##### も
- Moshimoss

#### ら行

##### ら
- LOVERSSOUL - ユニットからソロプロジェクト

##### り
- Lily's Blow
- Lil'B -  ユニットからソロプロジェクト

##### れ
- rain book - ユニットからソロプロジェクト

### 2020年代

#### あ行

##### あ
- ALI - バンドからソロプロジェクト

##### お
- Ohuro（オフロ）

#### か行

##### か
- 神が残した夢を喰う。
- カメレオン・ライム・ウーピーパイ

##### き
- キリンジ - バンドからソロプロジェクト
- 禁断の多数決 - グループからソロプロジェクト

#### さ行

##### さ
- The 13th tailor
- SARD UNDERGROUND - バンドからソロプロジェクト
- Sajou no hana - バンドからソロプロジェクト

##### す
- スピラ・スピカ - バンドからソロプロジェクト

##### せ
- 千也茶丸

#### な行

##### な
- 703号室 - バンドからソロプロジェクト

#### は行

##### は
- batta - バンドからソロプロジェクト

##### ひ
- ザ・ヒーナキャット - ユニットからソロプロジェクト

#### ま行

##### み
- ミノタウロス
- Myuk
- Mitsuomi

#### や行

##### や
- Yaffle

##### ゆ
- Eugene Nx

#### ら行

##### ら
- ラトゥラトゥ（タケヤキ翔） - ユニットからソロプロジェクト

#### わ行

##### わ
- ONCE